# 野原漁港
野原漁港（のはらぎょこう）は、京都府舞鶴市野原にある港。漁港漁場整備法（昭和25年5月2日法律第137号）第1章第5条に規定する第2種漁港である。

## 概要
- 所在地 - 京都府舞鶴市野原
- 管理者 - 舞鶴市[1][2]
- 漁業協同組合 - 京都府漁業協同組合 野原支所
- 組合員数 - 42
- 漁港番号 - 3020015

## 沿革
- 1953年（昭和28年）2月12日 - 第2種漁港に指定[3]。

## 主な魚種
- イワシ[3]
- アジ[3]
- ブリ[3]

## 主な漁業
- 定置漁業
- 採貝藻漁業